# Marcell Nagy (Leichtathlet)
Marcell Ádám Nagy (* 22. Oktober 2002) ist ein ungarischer Leichtathlet, der sich auf den Stabhochsprung spezialisiert hat.

## Sportliche Laufbahn
Erste internationale Erfahrungen sammelte Marcell Nagy im Jahr 2018, als er bei den U18-Europameisterschaften in Győr mit übersprungenen 4,55 m in der Qualifikation ausschied. Im Jahr darauf belegte er dann beim Europäischen Olympischen Jugendfestival (EYOF) in Baku mit einer Höhe von 4,70 m den siebten Platz. 2021 klassierte er sich bei den U20-Europameisterschaften in Tallinn mit 5,22 m den fünften Platz und erreichte anschließend bei den U20-Weltmeisterschaften in Nairobi mit einem Sprung über 4,85 m Rang acht. 2023 wurde er bei der 2. Liga der Team-Europameisterschaft im Rahmen der Europaspiele in Chorzów mit 5,05 m Sechster im A-Finale und anschließend verpasste er bei den U23-Europameisterschaften in Espoo mit 5,05 m den Finaleinzug. 2025 blieb er bei den World University Games in Bochum in der Vorrunde ohne gültigen Versuch. 
In den Jahren von 2020 bis 2022 wurde Nagy ungarischer Meister im Stabhochsprung im Freien und auch in der Halle.